# Benjamin Barthélémy Dejean
Pour les autres membres de la famille, voir Dejean.
Benjamin Barthélémy, 3e comte Dejean (19 juillet 1804 dans l'ancien 10e arrondissement de Paris - 12 décembre 1885 à Paris 16e), est un homme politique français et haut fonctionnaire de la monarchie de Juillet.

## Biographie
Fils aîné du général Auguste Dejean, Benjamin Barthélémy suivit de bonne heure la carrière administrative.
Partisan de la révolution de Juillet 1830, il fut appelé par Louis-Philippe Ier à la préfecture de l'Aude (19 août 1830), d'où il passa, en 1832, à la celle du Puy-de-Dôme (30 juillet 1832, installé le 21 août). À la suite d'un dissentiment grave avec le receveur général du département, il donna, le 20 juillet 1836, sa démission, et publia une note très vive sur les causes qui l'avaient conduit à cette détermination. Il sera remplacé le 4 septembre.
Le 15 septembre de la même année, il fut nommé conseiller d'État en service extraordinaire.
Élu, le 4 novembre 1837, député du 3e collège de l'Aude (Castelnaudary), il prit place dans la majorité conservatrice et vota avec elle, fut réélu député, le 2 mars 1839, et désigné, le 17 mai, par le gouvernement, pour occuper les fonctions de directeur de la police générale.
En raison de cette promotion, M. Dejean sollicita et obtint, le 22 juin 1839, le renouvellement de son mandat.
Il proposa, en 1840, divers amendements dans la discussion des projets de loi sur les canaux, sur les chemins de fer et sur le recrutement de l'armée.
Il fut encore réélu le 9 juillet 1842, par 262 voix (367 votants, 438 inscrits), contre 102 à M. Tholozé, le 1er août 1846, par 326 voix (489 votants, 495 inscrits), contre 158 à M. Tholozé, et le 20 juillet 1847, par, 335 voix (469 votants), contre 92 à M. Tholozé. La nomination de Dejean comme directeur général des Postes (20 juin 1847 à février 1848), en remplacement de M. de Chazelles, avait nécessité ce dernier scrutin.
La révolution de février 1848 le rendit à la vie privée.

## Décorations
- Officier de la Légion d'honneur (19 février 1840).

## Armoiries
| Figure | Blasonnement |
|        | Armes de la famille Dejean D'argent, au griffon de sable; au chef d'azur, chargé d'un croissant d'or, accosté de 2 étoiles du même. |